# Base aérienne 102 Dijon-Longvic
La base aérienne 102 était une base de l'Armée de l'air française située au sud de Dijon, dans le département de la Côte-d'Or, sur le territoire des communes d'Ouges, de Longvic et de Neuilly-lès-Dijon.
Avec plus d'un siècle d'exploitation de l'aérodrome sur lequel elle était implantée, cette prestigieuse base aérienne figure parmi les bases françaises les plus chargées d'histoire. Toutefois, frappée par les mesures de restructuration de la Défense, elle a vu ses derniers avions – les Alphajet de l'escadron d'entraînement 2/2 « Côte-d'Or » – quitter sa plate-forme à l'été 2014, et fut dissoute le 30 juin 2016, après 102 ans d'existence.

## Missions
La base aérienne 102 « Capitaine Georges Guynemer » - nom de baptême qu'elle porte depuis plus d'un demi-siècle - aura été, avant tout, un outil de combat. La sécurité de l'espace aérien français et de ses abords constituait le cœur de ses activités. Ses escadrons de chasse tenaient la permanence opérationnelle 24 heures sur 24 depuis le 11 septembre 2001, Noël et Nouvel An compris, et ce jusqu'au transfert à Luxeuil de l'escadron de chasse 1/2 Cigognes en juillet 2011. Le personnel de la BA 102 participait régulièrement à la sécurisation des installations aéroportuaires parisiennes dans le cadre des missions intérieures. Il est également engagé en opérations extérieures (OPEX), que ce soit en Afrique ou en Asie centrale, en particulier par l'intermédiaire de l'implantation sur le site du commando parachutiste de l'air n° 20.

## Historique

### Création de la base
Deux événements peuvent être considérées comme prémices aux débuts de l'aviation à Dijon:
- les premières journées de l'aviation organisées à Dijon du 22 au 25 septembre 1910, un événement rassemblant jusqu'à 35 000 spectateurs (la ville compte alors 75 000 habitants environ) sur un terrain de la Maladière mis à disposition par l'armée.
- l'accueil d'une étape de la course Paris-Rome-Turin les 28 et 29 mai 1911

Ces événements créent un véritable engouement pour l'aviation et Dijon offre à l'armée française, le 29 février 1912, un Farman HF.20 baptisé « Ville de Dijon » et financé par souscription populaire.
Le ministère de la Guerre décide dans le même temps de doter Dijon d'un aérodrome militaire. Le terrain de la Maladière étant trop exigu et rapproché des habitations, c’est sur le sud de Dijon, plus précisément le territoire des communes d’Ouges et de Longvic, que la chefferie du génie porta son choix pour aménager l’aérodrome militaire de Dijon, retenant une vaste zone de terres maraichères planes, laquelle permettra par ailleurs de futures extensions. Au départ, neuf hectares de terrain localisés sur la commune d’Ouges furent déclarés d'utilité publique par le décret du 7 juillet 1913 ; ils furent acquis par voie d'expropriation le 22 août 1913. C’est sur cette première parcelle située entre les kilomètres 4 et 5, à gauche de la route menant à Saint-Jean-de-Losne, que furent installés les premiers hangars – des hangars démontables type Bessonneau – et plusieurs baraquements en bois nécessaires à l’accueil des premières escadrilles. Le premier hangar, construit de nouveau grâce à une souscription populaire, fut inauguré par le député et futur président de la République Albert Lebrun le 10 octobre 1913. Le Progrès de la Côte-d’Or, dans son édition du 8 janvier 1914, annonça la création du centre d’aviation en publiant la lettre de messieurs Camuset et Muteaux, députés de la Côte-d’Or. Le 17 février, le même quotidien se fit l’écho de l’entérinement définitif par le ministère de la Guerre, précisant que le centre était appelé à devenir le plus important de France : « Les terrains acquis seront nivelés et roulés pour permettre les atterrissages faciles en tout temps. L’autorité militaire se dispose à acquérir une centaine d’hectares supplémentaires et à construire sur la partie droite de la route un casernement pour un régiment d’aviateurs, soit 400 hommes de troupe et les sous-officiers avec leur ménage. Les 20 ou 25 officiers auront leur habitation en ville. »
Les mois qui précédèrent l’entrée en guerre s'avérèrent décisifs pour le centre d’aviation. La construction des bâtiments en dur prit le pas sur les installations provisoires. La zone de casernement fut dénommée « quartier Ferber », du nom du capitaine Ferdinand Ferber (1862-1909), pionnier à la fois précurseur et visionnaire de l'aviation militaire. L’aboutissement des travaux et l’état des installations permirent l’inauguration officielle du centre d’aviation le 28 mars 1914.

### Première Guerre mondiale

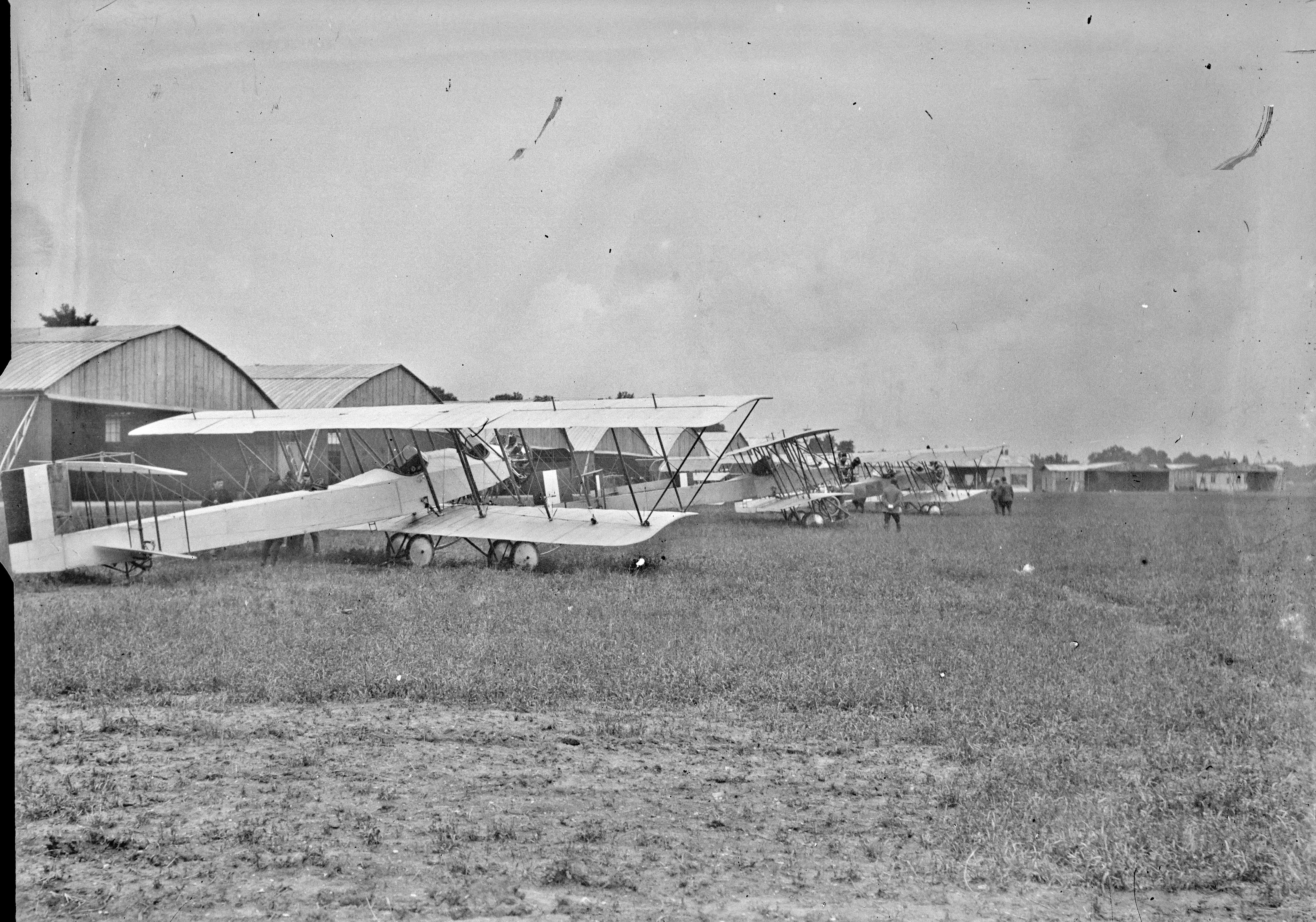
Avions Dorand DO.1 devant les hangars de la base aérienne en 1914.

Cet aérodrome était opérationnel au printemps 1914 et il accueillit le centre du 1er groupe d'aviation, pour lequel furent construits hangars d'aviation et casernement. Quatre escadrilles y étaient stationnées lorsque la Première Guerre mondiale éclata : les BR 17, BL 18, HF 19 et MF 20. C'est sur cet aérodrome militaire que siégea pendant toute la durée de la guerre la 2e réserve d'aviation, unité dédiée à la centralisation des livraisons effectuées par les usines travaillant pour l'aéronautique et à l'acheminement jusqu'au parcs d'aviation des escadrilles du front des marchandises entreposées. Y fonctionna également, à partir de 1917, une école de pilotage dédiée au pilotage des avions de la firme Voisin. Le 13 mai 1916, sous la présidence du lieutenant-colonel Léon Adolphe Girod, inspecteur général des écoles et dépôts d’aviation, y fut présenté aux troupes le drapeau de l'Aviation militaire par le sous-lieutenant Georges Guynemer, as de guerre, blessé deux mois plus tôt à Verdun, porte-drapeau, devant le front des troupes du 1er groupe et une délégation d’officiers de tous les centres d’aviation, de la marine et des autorités civiles et militaires locales.
Le dimanche 24 novembre 1918, quelque deux-cents appareils « ayant participé à la guerre » étaient rassemblés sur l’aérodrome pour y être présentés et se prêter à des démonstrations organisées à l’occasion de la « grande fête militaire » proposée ce jour-là par les aviateurs pour célébrer la fin de la guerre. Le terrain, dans les mois qui s’ensuivirent, devait devenir le lieu de regroupement d’un grand nombre d’appareils retirés des escadrilles et destinés à la ferraille.

### Entre-deux-guerres
Son emprise importante permit au terrain d'aviation d'être, après-guerre, le lieu de déploiement de plusieurs unités de chasse et d'observation. 
En 1920, Dijon vit naître le 2e régiment d'aviation d'observation (renommé un peu plus tard 32e RAO), doté de Breguet XIV . 
Cette même année, en lisière de l'aérodrome, une zone fut réservée à l'aviation civile et le terrain devint « aérodrome mixte ». Pour l'aviation civile fut édifié non loin de la future base 102, à l'extrémité nord de la Côte et au sud-ouest de Dijon, le phare aéronautique de grande puissance du mont Afrique, idéalement situé sur la route aérienne Paris-Lyon-Marseille.
Preuve du fort attachement des aviateurs du « centre aérien de Longvic » – nom officiellement porté par le champ d’aviation depuis le 1er avril 1923 – au plus célèbre des as français, un monument à la mémoire du capitaine Guynemer fut érigé en lisière de l’aire d’envol et solennellement inauguré le 25 juillet 1932.
Cette même année, une réorganisation de l’arme aérienne intervint et, à Dijon même, fut créée la 2e brigade aérienne, entité ayant autorité sur plusieurs formations parmi lesquelles trois escadres installées sur l’aérodrome : la 32e escadre d’observation (disposant de Breguet 19), la 7e escadre de chasse dotée successivement de Wibault 72 (1932), de Morane-Saulnier 225 (1933) et de Spad 510 (1937) et la 52e escadre de grande reconnaissance équipée de Potez 25, Breguet 19 et Lioré et Olivier 20, puis de Potez 540.
En 1934, année qui vit la création de l’Armée de l’air, une nouvelle organisation territoriale fut arrêtée ; les « régions aériennes » firent leur apparition et au centre-ville de Dijon, place Wilson, s’installa l’état-major de la « 1re RA ». 
Cette même année fut créée une patrouille acrobatique dont la notoriété devait finir par dépasser les frontières. Baptisée du nom de son créateur, le commandant de la 7e escadre de chasse, René Weiser, la « patrouille Weiser » s’illustrait par ses périlleuses évolutions effectuées avec un nombre sans cesse croissant d’avions, trois à ses débuts, et jusqu’à dix-huit en 1937. Particularité remarquable : ses Morane-Saulnier 225 évoluaient attachés entre eux trois par trois.

### Seconde Guerre mondiale
À la suite de l'invasion de la Pologne par l'Allemagne, les escadres dijonnaises quittent la base pour leurs terrains d'opération, pendant que d'autres y transitent ou séjournent à Dijon-Longvic. Le 10 mai, c'est la fin de la drôle de guerre pour la base comme d'autres du nord-est. À partir de cinq heures du matin jusque dans l'après-midi, trois vagues de bombardement détruisent les installations de la base et font 5 victimes. Le 14 mai, une quarantaine de bombes sont à nouveau lâchées, augmentant les dégâts. Le sergent-chef Emile-Adrien Boymont meurt aux commandes de son Morane 406 en tentant de défendre la base.  

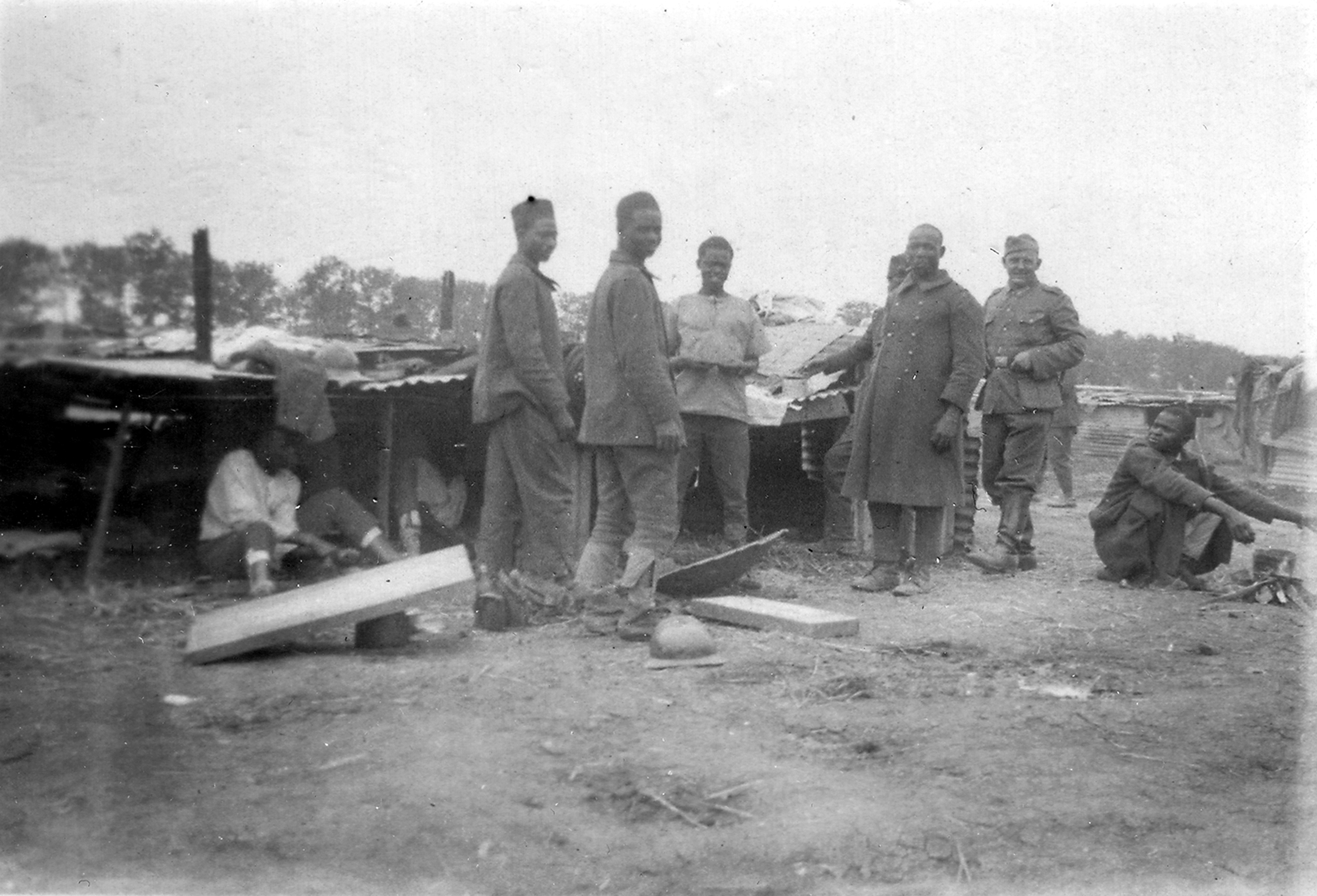
Des prisonniers du Frontstalag 155.

Le 16 juin, les Allemands prennent possession de la base et y installent le Frontstalag 155. Pendant un an, 35 000 à 40 000 prisonniers transiteront par ce camp, pour l'essentiel des soldats des troupes coloniales, parqués dans des conditions inhumaines avant d'être déportés en Allemagne. Quelques initiatives, dont celle du chanoine Kir, permettent l'évasion de certains d'entre eux.  
La base est progressivement remise en état et dotée d’une piste d’envol bétonnée longue de 1 400 m, pour devenir une base allemande essentielle sous l'occupation. Elle accueille diverses unités navigantes de la Luftwaffe dont, en mars 1941, une école de pilotage de bombardiers (IV/KG10) et, plus tard, en mars 1943, un groupe de chasse de nuit, le 5./NJG4, équipé successivement de Messerschmitt Me 110 et de Dornier Do 217.
Compte tenu de sa position géographique, la plate-forme aéronautique sera aussi utilisée pour les transports aériens de matériel lourd et y stationneront des planeurs géants Messerschmitt 321 ainsi que des Heinkel 111 Z, leurs remorqueurs pentamoteurs à fuselage double.
À la fin de la guerre, la base est de nouveau bombardée, par les Alliés cette fois ci. les 28 mars, 25 avril, 4 mai, 14 et 25 août, la base est attaquée par des chasseurs. L'occupant se résout a évacuer la base le 10 septembre, emportant avec lui un maximum d'appareils et après avoir saboté les installations subsistant après les bombardements. Les forces allemandes se repliant en direction du Rhin, Dijon est libérée le 11 septembre 1944. Si l’Armée de l’air reprend aussitôt possession de son aérodrome d’Ouges-Longvic, elle cède rapidement la place aux unités aériennes de la 12e Air Force américaine qui lui donneront pour désignation « Y-9 ». Parmi elles figurent les 17th et 320th Bomb Groups du 42th Bomb Wing dotés, chacun, d’une centaine de bombardiers B-26 Marauder qui passeront l’hiver à harceler les lignes allemandes dans les Vosges et en Alsace. Des avions américains de tous types passeront par Dijon et, parmi eux, le plus moderne des chasseurs de nuit, le Northrop P-61 Black Widow.

### Après-guerre
Si la remise en état des infrastructures de l’aérodrome demanda plusieurs années, la base dijonnaise – successivement dénommée « base équipée 102 » (1944), « base escale principale » (1946) et « détachement de base aérienne » (1947) – ne tarda pas à renouer avec les heures fastes qui furent les siennes avant-guerre.
Chargée de la défense aérienne de la France, la « base aérienne tactique 102 » accueillit en juin 1949 la 2e escadre de chasse et ses escadrons dotés de Republic P-47 Thunderbolt, et devint la première base aérienne de l'Armée de l'air à être dotée d'avions à réaction : des De Havilland 100 Vampire qui arrivent le 10 juin. 
Rapidement, un pas important sera franchi avec la mise en service du premier chasseur de conception française, le Marcel Dassault MD 450 Ouragan, appareil qui arrivera à Dijon en juin 1953 pour y remplacer les Vampire des trois escadrons composant la 2e escadre : le 1/2 « Cigognes », le 2/2 « Côte-d’Or » et le 3/2 « Alsace ».
C’est à cette époque qu’est constituée l’Organisation du traité de l’Atlantique nord, organisation militaire internationale créée pour répondre à la menace d’une invasion soviétique de l’Ouest européen. Dans ce cadre, en France, quatorze bases aériennes – dont Dijon – sont rénovées ou construites et dotées d’une piste au standard de cette alliance : 2 400 m de long sur 45 m de large. À Dijon, l’impossibilité de prolonger la piste en service en raison de ses extrémités trop proches du canal de Bourgogne à l’ouest et de l’Ouche à l’est, imposera l’expropriation de 70 hectares supplémentaires pour construire, à l’été 1955, une nouvelle piste plus à l’est de la plate-forme.
Dès 1956, l’escadre dijonnaise se sépara de ses Ouragan et perçut un nouveau chasseur construit par Dassault : le MD 454 Mystère IV A. À l’automne, en toute discrétion, cet avion supersonique en piqué s’envola à destination du Proche-Orient pour y prendre part, sous les couleurs de l’aviation israélienne, aux opérations déclenchées pour reprendre le contrôle du canal de Suez, nationalisé par le président égyptien Nasser (opération Mousquetaire). 
C’est cet avion qui, à partir de 1957, équipa la Patrouille de France, formation acrobatique dont le nombre d’appareils – qui passa de cinq à douze en quelques années – stationnèrent à Dijon jusqu’à leur transfert en 1962 (l’escadre dijonnaise fut choisie pour constituer cette patrouille sous une forme permanente, alors qu’auparavant une unité volante différente était désignée chaque année pour ce rôle de représentation par le chef d’état-major de l’Armée de l’air).
Les unités aériennes de la base furent, en 1961, dotées de Mirage III C. Equipé d’un radar de bord, d’un missile air-air à guidage électromagnétique Matra R530 et capable de recevoir une fusée d’appoint SEPR 941 qui lui permet d’atteindre la stratosphère (22 000 m d’altitude), c’est le premier intercepteur français, tout temps, volant à Mach 2. 
L'immense succès commercial du Mirage III contribuera à faire connaître la BA 102 sur le plan international. En effet, les 21 pays acheteurs enverront en Bourgogne pilotes et mécaniciens pour y être formés. 
C’est à cette même époque qu’apparaît la dénomination d’« Académie de la chasse » conférée à l’escadron 2/2 « Côte-d’Or », dissout pendant la guerre d’Algérie et reformé en 1965 pour assurer la formation des pilotes à bord de Mirage III B, version biplace de l’avion.
Au Mirage III C succédera en 1968 le Mirage III E, version plus évoluée équipée d’un radar plus performant, apte aussi bien à l’interception qu’à l’appui tactique par tout temps (cet avion étant doté d’un armement amélioré, le Sidewinder étant remplacé par un missile français plus manœuvrant et d’une portée accrue : le Matra Magic 1). 
C'est à cette époque que la base aérienne de Dijon servit de décor à l'une des plus célèbres séries télévisées françaises : Les Chevaliers du ciel.
Le 2 juillet 1984, jour du cinquantième anniversaire de la création de l’Armée de l’air, la 2e escadre de chasse est la première escadre à recevoir le dernier-né des chasseurs Marcel Dassault, le Mirage 2000 C. Doté d’un nouveau turboréacteur d’une poussée de 9 tonnes avec post-combustion (contre 6 pour le Mirage III), il est aussi le premier appareil français équipé de commandes de vol électriques. C’est un appareil destiné aux opérations de supériorité aérienne à toutes les altitudes, par tout temps et en ambiance de guerre électronique.

### Depuis 1990
Devenue « Académie de la chasse » par le biais de la spécialisation de l'un de ses escadrons, le 2/2 "Côte-d'Or", dans le pilotage des chasseurs Mirage à aile delta, elle entre dans l'ère moderne de l'aviation de combat en 1984, avec le déploiement à Dijon d'appareils qu'elle fut la première à mettre en œuvre : le Mirage 2000 C. En 1999, dotée de la version la plus aboutie du Mirage 2000 - le Mirage 2000-5F doté d'un radar RDY - la BA 102 est la première base d'Europe à disposer d'un intercepteur multi-cibles et d'un système d'armes d'une telle technologie.
En 2008, après avoir envisagé la fermeture de la BA 102, les autorités gouvernementales décrètent finalement son maintien et, localement, on s’efforce de renforcer l’aérodrome dijonnais. À cet effet, le projet Renaissance est lancé, avec pour ambition de développer l’aéroport de Dijon-Bourgogne par l’accroissement de son activité aérienne, tant civile que commerciale.
Malgré tout, à l’été 2011, les derniers Mirage présents à Dijon – ceux de l’escadron de chasse 1/2 « Cigognes » – sont transférés sur la base aérienne 116 de Luxeuil, et il ne reste plus sur le site militaire qu’une quinzaine d’appareils : les Alphajet de l’escadron d’entraînement 2/2 « Côte-d’Or », unité sans équivalent dans l’Armée de l’air, qui avait été créée quelques années plus tôt pour maintenir en condition opérationnelle les pilotes de l’ensemble des escadrons de la chasse française. Des appareils qui, dans les derniers jours de juin 2014, cent ans très exactement après l’arrivée sur l’aérodrome de ses tout premiers avions, quittèrent définitivement Dijon, à destination de la base aérienne 120 de Cazaux, laissant seuls sur l’aérodrome les deux avions de liaison TBM 700 mis en œuvre par le dernier des escadrons à être stationné sur la base : l’escadron de transport 41 « Verdun ».
La base aérienne a été dissoute officiellement le 30 juin 2016, cédant la place à un organe liquidateur 102 qui s'est chargé des ultimes opérations de liquidation du site.
Est cependant demeuré sur le site militaire le bureau des archives et des réserves de l’armée de l’air 24.501, unité non frappée par les mesures de restructuration
.
Depuis le 1er septembre 2016, une école de la Gendarmerie nationale française est ouverte sur le site. 
L’aéroport devient exclusivement civil et se spécialise sur l'aviation d'affaires. Des avions militaires français ou étrangers reviennent parfois sur le terrain, pour du refuelling entre autres, ou entraînement.
En octobre 2021, la piste secondaire de l'aéroport, la 01/19 est raccourcie du tiers de sa longueur initiale, passant alors de 1 800 mètres à 1 200 mètres. Celle-ci subit également une réduction en largeur, de 36 m à 23 m.

## Insigne
L’insigne de la base aérienne 102 de Dijon-Longvic, homologué le 12 août 1986 sous le n° A-1175, a la définition héraldique suivante : « Écu moderne de gueules à un Mirage d’argent posé en barre, le chef parti au premier d’azur semé de fleurs de lys d’or à la bordure componée d’argent et de gueules, au deux bandé d’or et d’azur à la bordure du premier émail, le chef également d’or chargé de l’inscription GUYNEMER de sable. »
L’insigne reproduit les armoiries de la ville de Dijon (sans, toutefois, la Légion d’honneur, médaille décernée à la ville en 1899), en y ajoutant deux éléments symboliques qui sont, d’une part, un « Mirage delta » rappelant les aéronefs qui furent stationnés sur la base aérienne de 1961 à 2011 et, d’autre part, le nom de tradition « Guynemer », qui, à une date indéterminée, fut donné à la base en référence au capitaine Georges Guynemer (1894-1917), as aux cinquante-trois victoires homologuées de la Première Guerre mondiale.
On notera que cet insigne est le seul qui ait été homologué pour la base aérienne 102, même si, antérieurement, plusieurs autres insignes reprenant le même schéma mais présentant d’autres appareils – successivement un De Havilland 100 Vampire, un Dassault Mystère IV, un Dassault Mirage IIIC et un Dassault Mirage IIIE – ont été fabriqués et portés, avec les mentions « BAT 102 » (base aérienne tactique), « BAO 102 » (base aérienne d’opérations) et, finalement, « BA 102 » (base aérienne).

## Drapeau
Le drapeau conservé par la base aérienne 102 de Dijon, depuis la fin des années quarante jusqu'à sa dissolution en 2016, était celui de la 2e escadre de chasse.
Le drapeau de cette escadre est constitué d'un tablier à trois bandes verticales (bleue, blanche et rouge) fixé à une hampe de bois terminée par un fleuron doré en forme de pique de fer de lance sur lequel figurent deux cartouches à l’intérieur desquels apparaissent les inscriptions « RF » (pour République française) et « 2e ESCADRE DE CHASSE ». Une frange constituée de fils métalliques dorés et tordus borde les trois côtés libres du tablier. 
L’avers du tablier porte l’inscription suivante, encadrée par quatre couronnes de feuilles de chêne et de laurier (au centre desquelles figure l’inscription « 2e ») : 
REPUBLIQUE FRANCAISE / 2e ESCADRE DE CHASSE. Sur le revers du tablier apparaissent les principales guerres, campagnes et opérations auxquelles la 2e escadre de chasse, dont les traditions remontent à la Première Guerre mondiale, a participé, encadrées par quatre couronnes de feuilles de chêne et de laurier (au centre desquelles figure l’inscription « 2e ») : HONNEUR / ET / PATRIE / GRANDE GUERRE 1914-1918 / FRANCE 1940 / LIBYE 1941 / DIEPPE 1942 / NORMANDIE 1944 / HOLLANDE 1944 / ALLEMAGNE 1945 
/ EXTREME-ORIENT 1946-1947 / AFN 1952-1962.
La cravate à deux pans, large ruban attaché à la hampe sous le fleuron, est tricolore et porte à chacune de ses extrémités la reproduction d’une broderie dorée figurant une couronne de chêne et de laurier avec, au centre, la mention « 2e » qui est le numéro de l’escadre de chasse.

## Organisation
Autrefois, la BA 102 accueillait l'escadron de transmission « ET 801 » qui formait les opérateurs télex de l'Armée de l'air pour la région Est.
La base aérienne 102, dans ses dernières années, était le lieu de stationnement des unités suivantes : 
- l'Escadron de Formation des Commandos de l'Air, officiellement transféré sur la Base aérienne 115 Orange-Caritat le 26 juin 2015[6].
- le Commando parachutiste de l'air n° 20 ;
- la section aérienne de gendarmerie [SAG) volant sur hélicoptères AS350 BA Écureuil puis, à partir de 2013, sur EC135T2+ Kétoupa ;
- l'escadron de vol de VIP doté d'avions TBM 700.

La réorganisation de la carte militaire annoncée en 2008 par le gouvernement devait entraîner la fermeture de la base. Début août 2011 intervint la migration prévue de l'escadron de chasse 1/2 Cigognes, avec ses Mirage 2000-5F ainsi que les techniciens et mécaniciens chargés de leur maintenance. Ceux-ci sont partis à destination de la base aérienne de Luxeuil. Ce départ sera concomitant avec l'arrivée des escadrons d'avions TBM du Commandement des Forces aériennes.
Depuis l'été 2012, la base accueillait l'état-major du Commandement des Forces aériennes, anciennement stationné à Metz et qui, à l'été 2015, a été transféré sur la base aérienne 106 de Bordeaux.
Après la fermeture de la BA-102 à l'été 2016, la seule unité navigante militaire est la SAG.

## Manifestations grand public
- 1961 - Journée portes ouvertes

Le 2 juillet 1961.
- 1963 - Journée portes ouvertes

Le 23 juin 1963.
- 1965 - Journée portes ouvertes

Le 27 juin 1965, journées « portes ouvertes », plus exactement « journée des bases » à la BA 102, avec exposition statique de T-33, de Fouga Magister, de Morane-Saulnier 760 "Paris", de Mirage IIIR de Strasbourg, d'hélicoptères H-34 et des démonstrations en vol de Mirage IIIC (capitaine Fille-Lambie), de F-100 Super Sabre et de RF 84F, des lâchers de parachutistes depuis des avions Max Holste 1521 Broussard & Dakota.
- 1968 - Journées portes ouvertes

Les 4 mai 1968 et 5 mai 1968, portes ouvertes à la BA 102
portes ouvertes particulières à la BA 102 les 4 et 5 mai, fort du succès du circuit de vitesse de Bourgogne de 1967, elles seront placées sous le signe de l'Aviation et de l'Automobile, on dénombrera près de 35 000 spectateurs. On notera la participation de quatre Lightning du 111e squadron de la RAF, et la présentation au sol d'un Mirage IIIR camouflé.
- 1978 - Journée portes ouvertes

Le 11 juin 1978.
- 1980 - Journée portes ouvertes

Le 8 juin 1980.
- 1982 - meeting national de l'Air

Le jeudi 20 mai 1982, la base de Dijon accueille le meeting national de l'Air, le thème retenu sera : Dijon 1912-1982, 70 ans d'aviation. Malgré une météo très peu favorable, la manifestation attirera quelque 35 000 visiteurs. 
Plateau : Dewoitine D520 (Armée de l'Air), Lockheed C130 Hercules (Royal Air Force), MC Donnell Douglas F15 (USAF)...
- 1989 - Journée portes ouvertes

Le 11 juin 1989.
Plateau : Dassault Mirage 2000 (Armée de l'Air), Dassault Falcon 20 (Armée de l'Air), Aérospatiale Écureuil (Gendarmerie), Aérospatiale Alouette 3 (Armée de l'Air), Sepecat Jaguar (Armée de l'Air), Bae Hawk (Royal Air Force), General Dynamics F16 (Belgian Air Force), Pilatus PC-7 ((Patrouille Martini par Apache Aviation), Breguet Atlantique 2 (Marine nationale)...
- 1992 - Meeting de l'Air

Le 28 juin 1992, un meeting au profit de la Fondation des Œuvres Sociales de l’Air est organisé sur la base. Pour la première fois seront présents des appareils venant des pays de l'Est parmi un plateau  de 110 avions de 9 nationalités différentes. On notera une participation record avec plus de 33 000 entrées payantes.
Plateau : Aero L-39 Albatros (Czechoslovak Air Force), Mikoyan-Gourevitch MiG-29 (Czechoslovak Air Force), Tupolev Tu-134 (Czechoslovak Air Force), Antonov An-26 (Czechoslovak Air Force), North American P-51 Mustang (nz), Saab 35 Draken (Armée de l'air danoise), Chance Vought F4U Corsair (nz, us navy scheme), Dassault Mystere IVa (nz: french air force scheme), MCDonnell Douglas F-15 Eagle (USAF), Dassault Mirage 2000 (Armée de l'Air), Sepecat Jaguar (Armée de l'Air), Panavia Tornado (Luftwaffe), Dassault Mirage F1 (Armée de l'Air), MCDonnell Douglas F-4 Phantom (Luftwaffe), C160 Transall (Armée de l'Air), Aérospatiale Écureuil (Armée de l'Air), Hawker Harrier (Royal Navy), Dassault Mirage IV (Armée de l'Air), General Dynamics F-16 (Belgian Air Force, Armée de l'air néerlandaise), Hawker Hunter (Patrouille Suisse), Dassault Alphajet E (Patrouille de France), BAe Hawk (Royal Air Force), Westland Sea King (Royal Navy).......
- 1994 - Journée portes ouvertes

Le 10 juillet 1994. On notera la présence massive de près de 60 000 visiteurs
Plateau : Dassault Alphajet (Belgian Air Force, Patrouille de France), Dassault Mirage F1 (Armée de l'Air), Socata TB-30 Epsilon (Cartouche Doré), Zlín Z-50 (Malév Aerobatic), Pilatus PC-7 (patrouille Ecco par Apache Aviation), SNCASO Vautour (nz: french air force scheme), North American P-51 Mustang (nz: usaf scheme), Pitts Special (Patrouille Sud), Dassault Mirage 2000 (Armée de l'Air), General Dynamics F-16 (Belgian Air Force, Armée de l'air danoise), Panavia Tornado (Luftwaffe), Dassault Falcon 20 (Armée de l'Air)...
- 1997 - Meeting de l'Air

Le 29 juin 1997. 
Plateau : Mikoyan-Gourevitch MiG-29 (Force aérienne polonaise), Saab 35 Draken (Force aérienne autrichienne), Pilatus PC-7 (Patrouille Breitling, Force aérienne autrichienne), Boeing CH-47 Chinook (Armée de l'air néerlandaise), Short Skyvan (Force aérienne autrichienne), MBB Bo 105 (Armée de l'air néerlandaise), General Dynamics F-16 (Armée de l'air néerlandaise, Armée de l'air turque), Stampe & Vertongen SV-4 (nz: french air force scheme), McDonnell Douglas F-4 Phantom (Luftwaffe)...
- 2000 - Mondiale des patrouilles

Les 15 juillet 2000 et 16 juillet 2000.
Plateau : Socata TB-30 Epsilon (Armée de l'Air), McDonnell Douglas A-4 Skyhawk (Force aérienne de Singapour), Dassault Falcon 20 (Armée de l'Air), CASA CN-235 (Armée de l'air espagnole), Antonov An-26 (Force aérienne polonaise), Saab 37 Viggen (Armée de l'air suédoise), Northrop F-5 Tiger (Patrouille Suisse), Dassault Alphajet E (Patrouille de France), Aermacchi MB-339 (Frecce Tricolori), PZL-130 Orlik (Orlik Aerobatic Team), Sukhoï Su-26 (Breitling Academy)...
- 2008 - Meeting de l'Air

Le 29 juin 2008. Le meeting de l'Air "Entrez dans la légende" organisé sur la base de Dijon le 29 juin 2008 fera date en Bourgogne. Plus de 50 000 visiteurs répondront à l'invitation du colonel Erschens et de l'Armée de l'air. Ce succès et ce remarquable plébiscite observé et souligné par la presse régionale constitue une indéniable preuve d'attachement de la population à la base aérienne de Dijon, ainsi qu'un véritable hommage rendu à l'Armée de l'air et à ses personnels.
Plateau : Extra 300 (Royal Jordanian Falcons), Dassault Alphajet E (Patrouille de France), Dassault Mirage 2000 (Armée de l'Air), De Havilland Vampire (nz: french air force scheme), Pilatus PC-7 (Corps aérien irlandais), Socata TB-30 Epsilon (Armée de l'Air), Panavia Tornado (Royal Air Force, Luftwaffe), Aermacchi MB-339 (Frecce Tricolori), Aero L-39 Albatros (Breitling Jet Team), General Dynamics F-16 (Belgian Air Force, Armée de l'air danoise), Mikoyan-Gourevitch MiG-29 (force aérienne hongroise), BAe Hawk (Royal Air Force), Northrop F-5 Tiger (Armée de l'air espagnole), Antonov An-2 (nz), Dassault Rafale (Armée de l'Air), Morane-Saulnier MS.733 (nz: french air force scheme), C-160 Transall (Armée de l'Air), Hawker Siddeley Harrier (Royal Air Force), Embraer Xingu (Armée de l'Air), CAP 232 (Patrouille de la Marche verte), Dassault Mirage F1 (Armée de l'Air), Dassault Flamant (nz: french air force scheme), North American T-28 Trojan (nz: us navy scheme), Aérospatiale Écureuil (Armée de l'air danoise, Armée de l'Air), Embraer Tucano (Armée de l'Air), Max-Holste Broussard (nz: french air force scheme), Boeing E-3F Awacs (Armée de l'Air), Rutan Long-EZ (Patrouille Reva), Cessna L-19 Bird Dog (nz: Canada air force scheme), Morane Saulnier MS.406 (nz: french air force scheme), Supermarine Spitfire (nz: raf scheme), Socata TBM-700 (Armée de l'Air), Lockheed C-130 Hercules (Armée de l'Air italienne), Antonov An-26 (Force aérienne polonaise), Breguet Atlantique 2 (Marine nationale), Eurocopter Caracal (Armée de l'Air).......
- 2017 - Meeting de France

Le 9 juillet 2017.  
Présentations en vol : F16 Solo Display belge, Rafale Solo Display, Pilatus PC-21, voltige freestyle (avec entre autres Michael Brageot....), NH90 Caïman de la marine...
La Patrouille de France a effectué un passage avec la Breitling Jet Team. 
En statique, présentation d'appareils divers: Rafale, Mirage 2000, Alphajet de l'Armée de l'air, Broussard, réplique de Spitfire et Mirage III privés, Aero L-39 de Breitling, EC145 médicalisé... Les structures régionales sont également présentes : Pilatus PC-6 de BFC Parachutisme, Robinson R22, Robin DR400, ULM Tétras et Eurostar de l'Aéroclub de la Côte-d'Or....
- 2019 - Meeting de France

Le 7 juillet 2019, la base aérienne 102 a accueilli le public toujours au rendez-vous, à l'occasion de la deuxième édition du meeting de France, deux ans après le premier. 
Présentations en vol : Patrouille DR400 en provenance de Darois, Extra 330, Aviamilano F.8L Falco, North American T-28 Trojan, l'Equipe de Voltige de l'Armée de l'Air évoluant sur Extra 330SC, la patrouille TB-30 d'Apache Aviation, l'Alphajet Solo Display, les évolutions en vol à 15 appareils de la Patrouille de France aux côtés de la Breitling Jet Team, le Rafale Solo Display, le Socata TBM-700, le Pilatus PC-7, le North American T-6 Texan, le Bücker, l'Extra 330 d'Aude Lemordant, les Rutan Long-EZ de la Patrouille REVA, le Sea Fury ainsi que le Tigre de l'ALAT. 
Exposition statique : Robin DR400, Robin DR401, CAP 10, Socata TB-20 Trinidad, Robinson R22, Bristell XL8, Autogire Magny 16, Mirage 2000, Embraer EMB-121 Xingu, Mirage III, Aero L-39 Albatros, Zenair CH650 et Vans RV9.
- 2021 - 60e Anniversaire de l'arrivée du Mirage III

Du 5 au juillet 2021, l'association des Anciens et Amis de la BA 102, a organisé le 60e anniversaire de l'arrivée du Mirage III sur le site de la base. Des visites commentées du site de la base et de certaines infrastructures ainsi que du musée 102 ont été organisées. Cette anniversaire a accueilli près de 2000 visiteurs.

## Commandants de la base
Source : Daniel Gilberti et Bernard Regnier, BA 102, Paris, Editions Dominique Guéniot, 2014, 208 p. (ISBN 978-2-87825-663-5), p. 199.
- 1963 à 1965 : colonel Georges Perseval;
- 1965 à 1967 : colonel Bernard de Royer ;
- 1967 à 1969 : colonel Jean Grenet ;
- 1969 à 1971 : colonel Philippe Archambeaud ;
- 1971 à 1973 : colonel Hubert Couteaux ;
- 1973 à 1975 : colonel Théodore Mahlberg ;
- 1975 à 1977 : colonel Pascal de Chassey ;
- 1977 à 1979 : colonel Jacques Bourillet ;
- 1979 à 1981 : colonel Claude Roumilhac ;
- 1981 à 1983 : colonel Claude Lartigau ;
- 1983 à 1985 : colonel Jean-Paul Pélisson ;
- 1985 à 1987 : colonel Jean-Philippe Douin, futur chef d'état-major de l'Armée de l'air ;
- 1987 à 1989 : colonel Alain Courthieu ;
- 1989 à 1991 : colonel Michel Brugnon ;
- 1991 à 1993 : colonel Gabriel de Nomazy ;
- 1993 à 1995 : colonel Jean-Patrick Gaviard ;
- 1995 à 1997 : colonel Baudoin Albanel ;
- 1997 à 2000 : colonel Laurent Labaye ;
- 2000 à 2003 : colonel Jean-Marc Denuel ;
- 2003 au 30 août 2005 : colonel Emmanuel de Romémont ;
- 1er septembre 2005 à août 2008 : colonel Olivier Erschens ;
- septembre 2008 au 27 août 2010 : colonel Bruno Paccagnini ;
- 27 août 2010 au 10 juillet 2012 : colonel Jean-Marc Vigilant ;
- 10 juillet 2012 au 31 août 2014 : colonel Jean-Christophe Boëri ;
- 1er septembre 2014 au 30 juin 2016 : colonel Pierre Réal.

## Personnalités attachées à la base
Parmi les personnalités attachées à l'histoire du terrain d’aviation militaire d’Ouges-Longvic devenu base aérienne 102 figurent :
- le capitaine Georges Guynemer (1894-1917), as de guerre ;
- le colonel René Fonck (1894-1953), As des as interallié de la Première guerre mondiale avec 75 victoires homologuées ;
- l'illustrateur Marcel Jeanjean (1893- 1973), qui fut particulièrement fécond dans le domaine de l’aviation[10] ;
- le capitaine Georges Valentin, as de guerre abattu au-dessus de Dijon le 8 septembre 1944 ;
- le commandant Caroline Aigle (1974-2007) ;
- le commandant Gildas Tison (dit Mike), 1979-2015, mort dans le crash du F16 grec à Albacete (Espagne) avec huit autres aviateurs français le lundi 26 janvier 2015 à 15h16 (la place de vie de la base de Los Llanos (Espagne) a été baptisée place du Commandant Tison) ;
- les lieutenants Tanguy et Laverdure de la série télévisée Les Chevaliers du Ciel et de la bande dessinée Les aventures de Tanguy et Laverdure.

## Galerie de photos

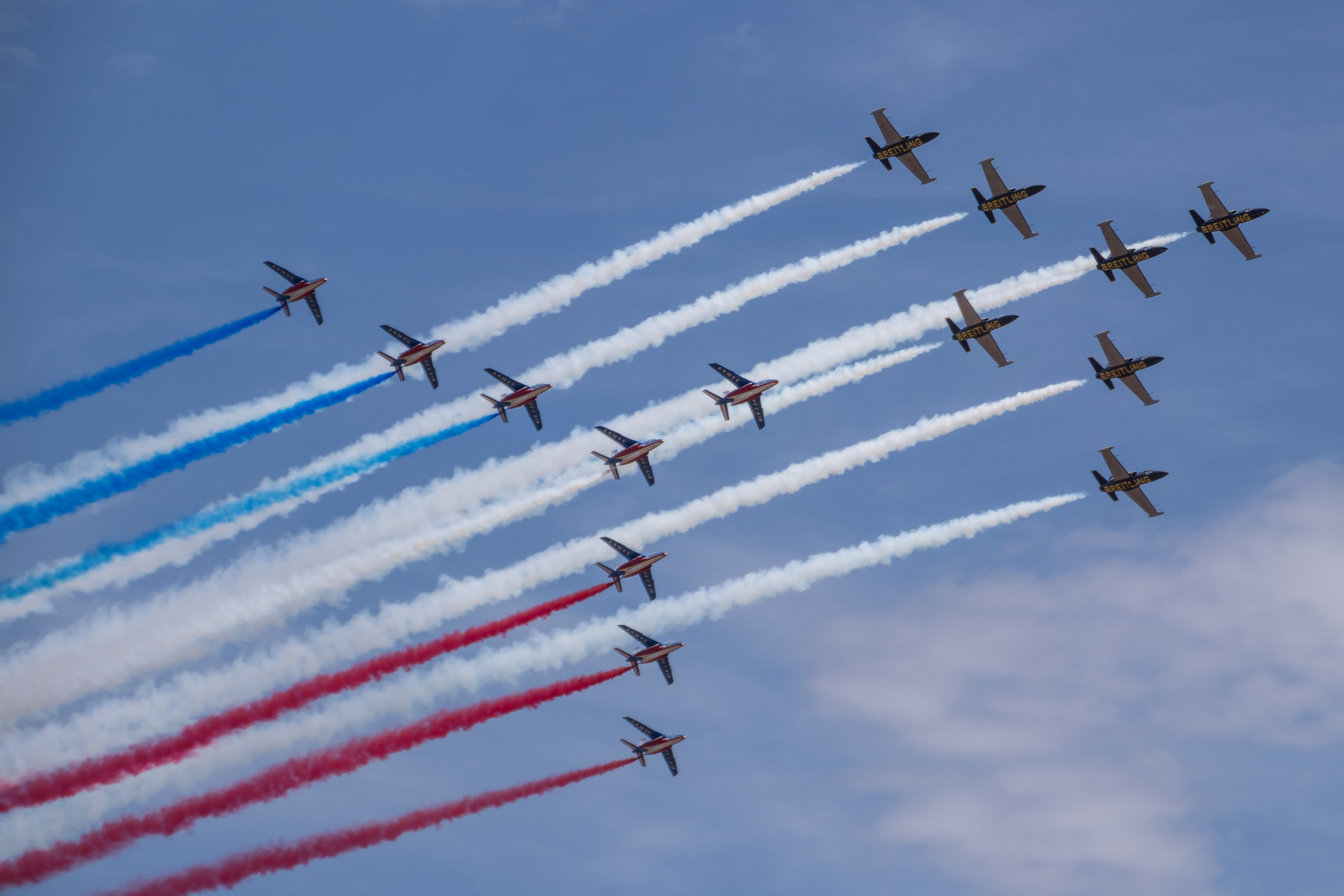
Passage exceptionnel de 15 appareils : la Breitling Jet Team accompagnée de la Patrouille de France au meeting de France 2019.
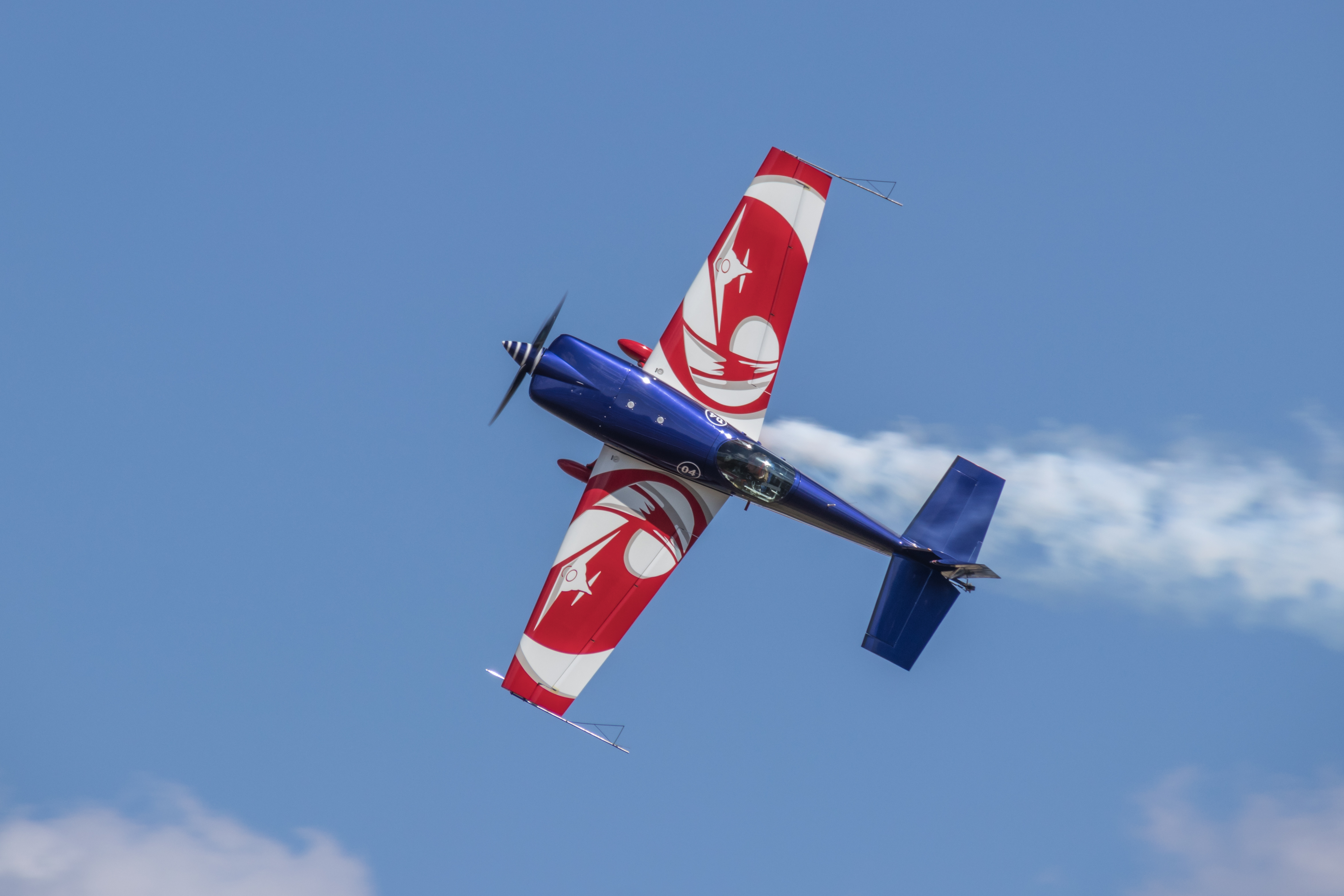
Equipe de voltige de l'Armée de l'air en présentation au meeting de Dijon.
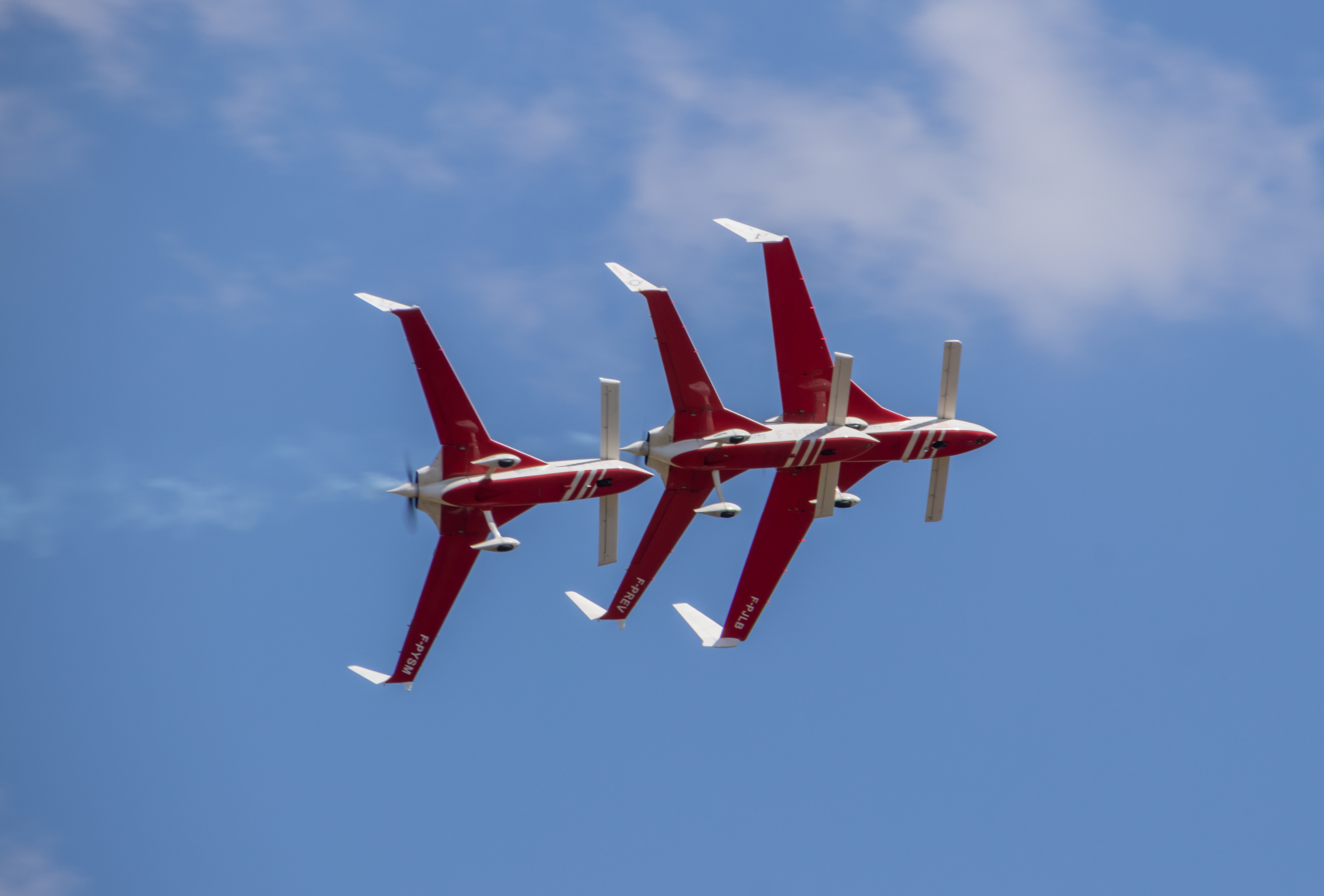
Patrouille Reva évoluant sur Acroez, au meeting de France 2019.
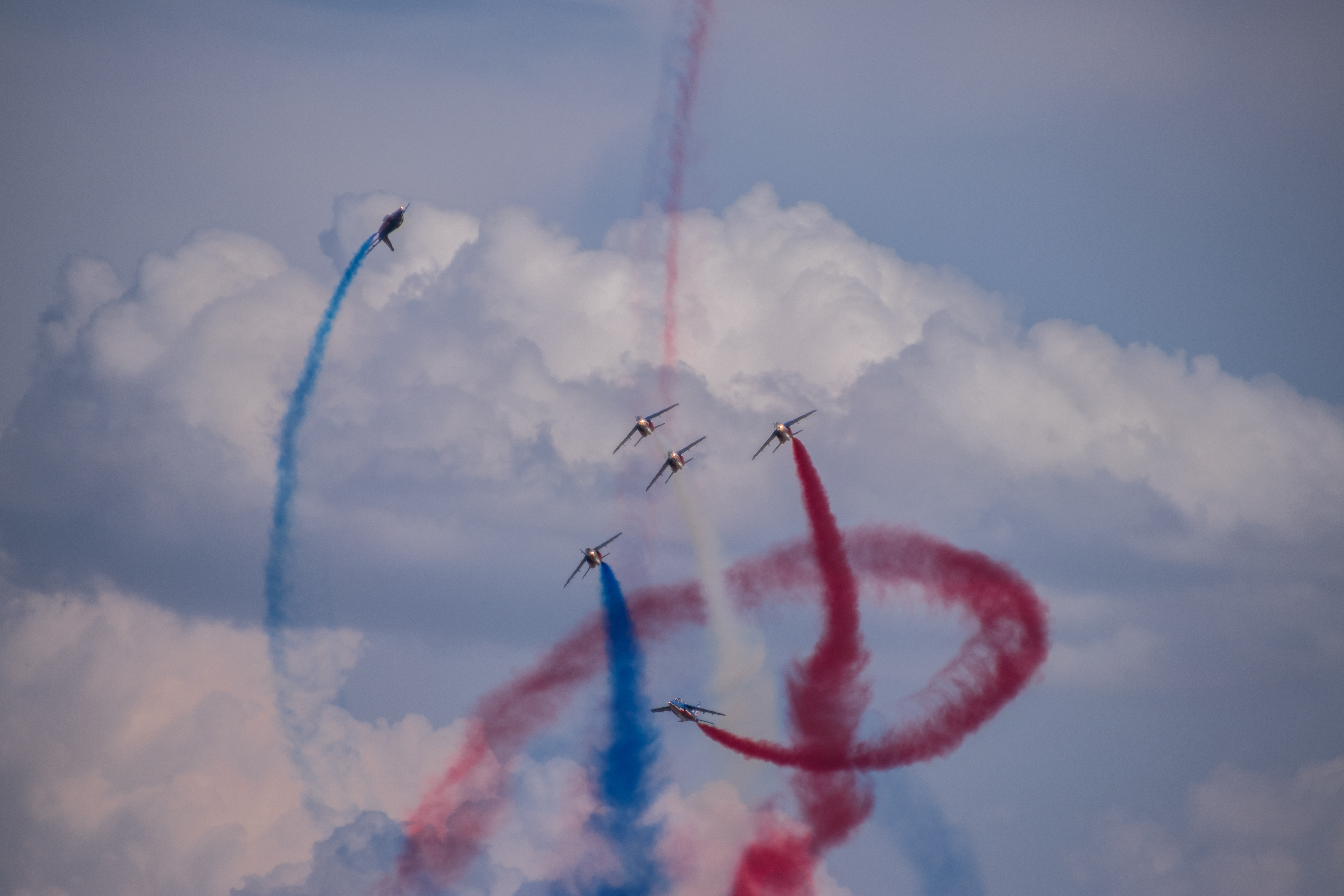
Apache Roll de la Patrouille de France au meeting de France de Longvic du 7 juillet 2019.